# Batis poensis
Batis poensis là một loài chim trong họ Platysteiridae.